# Facelinopsis
Facelinopsis Pruvot-Fol, 1954 è un genere di mollusci nudibranchi della famiglia Facelinidae.

## Tassonomia
Il genere comprende due specie:
- Facelinopsis marioni (Vayssière, 1888)
- Facelinopsis pacodeluciae Ortea, Moro & Caballer, 2014